# 最遊記角色列表
最遊記角色列表是峰倉和也原作的漫畫作品《最遊記系列》登場人物介紹。

## 三藏一行人
玄奘三藏（GENJO SANZO）
配音：高木涉〈OVA版〉→關俊彥〈電視動畫版〉、小林優子〈幻想魔傳〉（幼年時期）→笹島かほる〈RELOAD〉（幼年時期）；台灣：吳文民〈幻想魔傳〉、魏伯勤〈RELOAD、RELOAD GUNLOCK〉、于正昌〈RELOAD BLAST〉、王希華〈中都卡通台〉、官志宏〈劇場版〉；香港：黃志成
年齢：23歳→24歳（RELOAD），身長：176cm（無印177cm），体重：64kg，誕生日：11月29日，血液型：A型
正式法名「第31代唐亞玄奘三藏」，最高僧「三藏法師」的其中一人，持有升灵枪（史密斯威森軍警型左輪手槍短管型）和魔天经文。
雖然是個金髮與紫眼的帥哥，但是個一開口就說出「去死吧」、「宰了你」的性格暴躁、易怒、不守清規的和尚，對「不近女色」這點倒是很遵守，結果悟淨說他是「同性戀」。
喜歡抽菸喝酒，而且對賭博也很精通，心情極度不爽就開槍射人，是一個不只佛道，連人類社會都待不下去的極度危險人物，打死都無法想像他是個最高僧。
由於自尊心很強，導致他的行為都是以自我為中心，但他也擁有能夠均衡這一點的冷靜判斷力和壓倒性的存在感。
前世為金蟬童子。從觀世音菩薩那接下了照顧悟空的責任，並在悟空的請求下看似隨便的給他取了名字。最後逃亡時在帶著悟空通往下界之門的途中，因為李塔天將下界之門的機關關閉，眼看門要關上用了自己的身體卡著門讓悟空能從縫隙鑽出去，最後自己被門夾斃，化成粉末消逝。
孫悟空（SON GOKU）
配音：岡野浩介〈OVA版〉→保志總一朗〈電視動畫版〉；台灣：丘梅君（ep.1-26）→鄭仁君（ep.27-50）〈幻想魔傳〉、詹雅菁〈RELOAD、RELOAD GUNLOCK〉、錢欣郁〈RELOAD BLAST〉、陳進益〈中都卡通台〉、馮美麗〈劇場版〉；香港：陳廷軒（RELOAD）→何偉誠（RELOAD GUNLOCK）
年齢：518歳→519歳（RELOAD），身長：162cm，體重：51kg，誕生日：4月5日，血液型：O型
金眼小猴子，是由集結了大地能量的岩石所生下的異端兒「齊天大聖」，不是人類也不是妖怪。
因為犯下某個大罪，而被封印在花果山的岩牢五百年，三藏則在他還被封印的時候，便把他釋放出來。
所使用的武器是能夠變成三節棍的如意金箍棒。若將頭上的金箍（妖力制御裝置）拿下，头发、耳朵、指甲变长变尖，妖力会得到无限释放，力量、速度、恢复力都很惊人，暴走的程度連紅孩兒、獨角兒、悟淨和八戒（未拿下妖力制御裝置）都無法抵抗。
五百年前，因擁有象徵災禍的金色眼睛，被菩薩帶回至天庭由金蟬童子照顧，期間認識了天蓬、捲簾、哪吒，並與天蓬、捲簾、金蟬相約去下界看櫻花。
覺得金蟬的頭髮像太陽一樣。
哪吒收到父親的殺了悟空的指令，但下不了手，選擇自殺，悟空親眼看到哪吒在自己面前自殺，導致齊天大聖的力量覺醒（頭上的妖力制御裝置碎裂），天庭瞬間屍橫遍野，犯下大罪。捲簾、天蓬、金蟬為了保護悟空相繼犧牲，觀音菩薩遵從上面的指令抹除記憶，但私心留下「悟空」的名字。
沙悟淨（SHA GOJYO）
配音：山寺宏一〈OVA版〉→平田廣明〈電視動畫版〉、鈴木佳由〈幻想魔傳〉→細野雅世〈RELOAD〉（少年時期）；台灣：陳進益（ep.1-26）→黃天佑（ep.27-50）〈幻想魔傳〉、李香生〈RELOAD、RELOAD GUNLOCK〉、林谷珍〈RELOAD BLAST〉、 陳幼文〈中都卡通台〉、夏治世〈劇場版〉；香港：陈伟权（RELOAD）→黎家希（RELOAD GUNLOCK）
年齢：22歳→23歳（RELOAD），身長：184cm，體重：75kg，誕生日：11月9日，血液型：B型
是由人類與妖怪所生下的「禁忌之子」，他擁有足以證明的火紅頭髮與眼睛。因此差點被養母殺死（左脸颊上有两道被養母抓傷而留下细长的伤痕），是被大哥爾燕（獨角兒）拯救才活下來的。
就如悟空叫他「色河童」一樣，他經常會說出一些關於女性關係的奇怪發言，所以有時候會受到「教育指導」…由此看來，好女色是唯一的缺點。
雖然平常行動不拘小節，但是個懂得掌握要點的老大哥。跟悟空是吵架的朋友，跟八戒是好朋友，跟三藏是損友。
由於是混血兒（半妖），所以不用妖力制御裝置也可以維持人類的外表，但不是純種河童的緣故，所以他不會游泳。戰鬥以肉搏戰為主，武器是用以鐵鍊操縱月牙刀刃的錫月杖（月牙铲）。
和三藏一樣是大菸槍，但抽的品牌不同。
前世為卷簾大將。意外的是個居家好男人，有空會幫忙天蓬收抬房間、送文件等。據李塔天所說天界流傳著他和天蓬是一對的謠言。在逃亡時為了好友能逃出而自願擔當誘餌，最終被地下的哪叱失敗品吃掉死亡。
豬八戒（CHO HAKKAI）
配音：石田彰、東沙織（幼年時期）；台灣：李景唐〈幻想魔傳、RELOAD、RELOAD GUNLOCK〉、蔣鐵城〈RELOAD BLAST〉、劉傑〈劇場版〉；香港：陳旭明
年齢：22歳→23歳（RELOAD），身長：181cm，體重：73kg，誕生日：9月21日，血液型：AB型
原名猪悟能，原本是個人類，但為了救出被「百眼魔王」擄走的戀人（其實是親姐姐），在淋浴一千隻妖怪的血後，而轉生為妖怪。之後，受重傷的他被剛好路過的悟淨所救，從此跟悟淨住在一起。
基本上，他是個非常適合微笑的青年，擁有一雙很漂亮的綠色眼睛（但由於受傷的關係，右眼幾乎看不到）。個性不曉得是真脫線還是假脫線，常利用這個玩弄其他人。
是「白龍」的飼主，也是白龍變成吉普車之後的操縱者。
左耳配戴三个耳環（妖力制御裝置），卸下之后头发、耳朵、指甲变长变尖，妖力成倍释放，全身上下布满青藤花纹可束缚对手（是除了三藏、观音以外唯一一个能和齊天大聖抗衡的人）。戰鬥時把氣功術活用於攻擊與防禦兩方面。
前世為天蓬元帥。很愛看書以及研究下界的事物，有著各式各樣的書，有部分是從天界書庫借來的（沒打算還書）。房間很亂，經常會昏倒在書堆中。和金蟬、卷簾是好友。經常差使卷簾做事，據李塔天所說天界流傳著他和卷簾是一對的謠言。在逃亡時為了好友能逃出而自願擔當誘餌，最終雖殺光面前的敵人，但因為身受重傷（連腸子都掉出來），失血過多而死。
白龍
配音：茂呂田薰〈幻想魔傳〉→岡嶋妙〈RELOAD〉
八戒的寵物。
能力：變成吉普車、噴火。
前世：西海龍王潤敖
本作品主角之一，同時也是主角四人組的交通工具。

## 牛魔王一方
紅孩兒
配音：松田佑貴（OVA版）→草尾毅（電視動畫版）；台灣：陳進益（ep.1-26）→黃天佑（ep.27-50）〈幻想魔傳〉、吳文民〈RELOAD、RELOAD GUNLOCK〉、夏治世〈RELOAD BLAST〉、劉傑〈劇場版〉
年齢：21歳→22歳（RELOAD），身長：172cm，體重：65kg，生日：1月6日，血液型：A型
牛魔王與正室－羅剎女所生的獨生子。為了解救被玉面公主所封印的母親，不得不協助牛魔王的復活實驗。而在第六集中，因為跟悟空對打而受到重創，被玉面公主和你健一趁機洗腦、喪失自我意志。
性格外冷内热，看似冷漠，实则非常关心在乎家人与朋友。因為本身極具正義感、重視情義，使得向來不服從他人的妖怪非常仰慕他，因此對妖怪來說，他相當於「領導者」。与悟空一战过后学到了为自己而战的道理，坚定了自己拯救母亲的信念。
戰鬥時是使用法術以及召喚魔（第二集和第六集），強大的妖力讓三藏一行人見識了他那壓倒性的強悍。
羅刹女
牛魔王的原配，紅孩兒的親生母親。
現在被玉面公主封印了。
八百獵／八百鼡
配音：柊美冬（鶴野恭子）（OVA版）→皆口裕子（電視動畫版）；/台灣：錢欣郁〈幻想魔傳〉、詹雅菁〈RELOAD、RELOAD GUNLOCK〉、馮美麗〈中都卡通台、劇場版〉
年齢：21歳→22歳（RELOAD），身長：173cm，體重：53kg，生日：1月28日，血液型：AB型
紅孩兒的專屬藥師。在她被當成百眼魔王的貢品時，是紅孩兒解救了她（第二集），從此以後，她便打從心裡宣誓了對紅孩兒的忠誠。在紅孩兒被控制以及李厘失蹤後，是她安慰獨角兕、讓獨角兕振作的，她現在仍堅強地相信紅孩兒與李厘會平安無事。
是個溫柔體貼的美麗女性，雖然外表相當的柔弱，但是卻有與外表成反比的堅強。可是個性有點脫線（跟八戒對打的時候…），感覺很像女性版的八戒。与八戒也有些缘分，每次与三藏一行交战，八百獵都会选择与八戒做对手。
武器是矛（應該說是『槍』，但是怕大家跟三藏的槍弄混，所以換成這個稱呼）跟藥。只要名稱上有「藥」，不管是毒藥還是炸藥，她都能運用自如。
獨角兕／沙爾燕
配音：菅原正志〈CD戲劇〉→松本大〈幻想魔傳〉→小杉十郎太〈RELOAD、RELOAD GUNLOCK〉→山野井仁〈RELOAD BLAST、RELOAD -ZEROIN-〉；台灣：吳文民〈幻想魔傳〉、魏伯勤〈RELOAD、RELOAD GUNLOCK〉、曹冀魯〈RELOAD BLAST〉
身長：189cm，體重：81kg，生日：5月13日，血液型：O型
紅孩兒的專屬劍客。其實是悟淨當年失蹤的同父異母的哥哥「沙爾燕」。當悟淨快被殺死時，是他動手殺了母親、救了弟弟，可是從此失蹤。當他來到吠登城時，紅孩兒不問任何理由就把他收為自己的愛將，因此他和八百獵都宣誓了對紅孩兒的忠誠，並且決定要跟紅孩兒走上相同的道路。當他知道紅孩兒被你健一洗腦時，曾意志消沉，但後來被八百獵斥責而重新振作起來。
對紅孩兒一行人來說，他是一位相當可靠的大哥。雖然外表看不出來，但卻有相當溫柔的心，這點跟悟淨一模一樣。於Reload Blast篇中為紅孩兒擋下哪吒的攻擊，生死未卜。
武器是青龍刀，戰鬥的對手常常是同父異母的弟弟-悟淨。
李厘
配音：野川櫻〈OVA版〉→茂呂田薰〈幻想魔傳〉→川上倫子〈RELOAD、RELOAD GUNLOCK〉；/台灣：錢欣郁〈幻想魔傳、RELOAD、RELOAD GUNLOCK〉、陶敏嫻〈劇場版〉
身長：138cm，體重：43kg，生日：8月5日，血液型：O型
牛魔王與情婦－玉面公主所生下的獨生女。她非常喜歡同父異母的哥哥－紅孩兒。曾為了幫助紅孩兒，而擅自找三藏一行人挑戰，後來被三藏用肉包馴服（第四集）。在牛魔王實驗中，李厘是相當重要的關鍵，目前已被玉面公主利用，失去蹤影。
是個很單純的女孩，非常喜歡好吃的食物，所以很容易被食物引誘，八戒在第四集就說「她根本就是女生版的悟空嘛！」
戰鬥方式完全是靠蠻力，一拳就能把式神打倒。
你健一
配音：大塚芳忠
年齢約37-38歳，本來也是守護五部天地開元經文的三藏之一，玄奘三藏的師傅光明三藏的舊友——烏哭三藏，但沒有眉心的紅點，光明三藏說他是異端的三藏法師，不知為何成為玉面公主手下的邪惡科學傢、光明、生活懶散、又智計很深的人。也是“神”的師傅。
黃博士
配音：相澤惠子
王老師
配音：辻親八
雀呂
配音：堀內賢雄；台灣：吳文民〈RELOAD GUNLOCK〉、林谷珍〈RELOAD BLAST〉
玉面公主
配音：冬馬由美〈OVA版〉→佐藤忍〈電視動畫版〉；台灣：鄭郁欣〈RELOAD BLAST〉
牛魔王的情婦，也是李厘的母親。她打算使用被稱為禁斷之果的污咒〈化學與妖術合成法〉來讓牛魔王復活。
是個為了獲得自己想要的東西，而不惜犧牲一切的實踐家，當初就是她下令紅孩兒殺掉妨礙復活實驗的三藏一行人。

## 其他登場人物
三佛神
配音：加賀谷純一、折笠愛、宮田始典〈OVA版〉→千田光男、兵藤真子、鳥海勝美〈CD廣播劇・OVA版RELOAD〉→佐佐木敏、百百麻子、山口由里子〈電視動畫版〉；台灣：康殿宏、鄭郁欣、石薇〈RELOAD BLAST〉

### 人間
光明三藏
配音：成田劍〈幻想魔傳〉→宮本充〈RELOAD〉
玄奘三藏的師父。
烏哭三藏法師
配音：大塚芳忠、鳥海浩輔（修行僧時代）
生日：8月24日
剛内三藏法師
配音：谷口節
待覺大僧正
配音：寶龜克壽
慶雲院的大僧正。
紗烙三藏法師
配音：勝生真沙子；台灣：石采薇〈RELOAD BLAST〉
正式的法號是「第二十八代羅漢紗烙三藏法師」，也持有升靈槍（白朗寧M1911手槍）和恒天經文。
花喃
配音：根谷美智子
猪八戒的姐姐兼戀人，被百眼魔王擄走後，因懷上其的小孩，不想連累豬八戒，交代完遺言後便持刀自殺了。
朱泱／六道
配音：牛山茂
上帝
配音：浪川大輔；台灣：吳文民

### 妖怪
清一色
配音：石丸博也〈電視動畫版〉→二又一成〈CD劇集版〉
被八戒因為報仇而屠殺殆盡的百眼魔王一族的最後一人，實際上在當時也被八戒殺了，但是在亡命之際將命牌埋進自己體內把自己變成式神來延長壽命。因為延壽的關係得以在本傳的時間向八戒報仇，後被三藏以及八戒做戲擊敗。八戒在最後取出他體內的命牌之後消逝。
金閣、銀閣
配音：小林沙苗
耶雲（ヤクモ）
配音：石塚運昇
妖怪少女
配音：坂本真绫
在『RELOAD』第7卷和第8卷中登場，於動畫《最遊記RELOAD -ZEROIN-》第8集正式出場。名字不詳。與悟空年齡相仿的辮子少女，住在只有妖怪居住的村子裡。營救在沙漠中遇難的悟空、八戒和悟淨。是紅孩兒的忠實粉絲。性格很堅強，不友好，但也有溫柔的一面。有一個哥哥，是作為反抗針對自己村子的人類們的抵抗力量之一。悟空很喜歡她，她自己似乎也很喜歡悟空，臨別時還親吻了悟空。

### 不明勢力
賽太歳（さいたいさい）
配音：諏訪部順一

### 天界
哪吒
配音：幸田夏穗；台灣：石采薇〈RELOAD BLAST〉
身長：165cm，體重：51kg，生日：7月29日，血液型：O型
焰之前的鬥神太子，悟空的好友。因為五百年前發生的事情，把自己的靈魂放逐在五百年的時空，以至於現在變成不會對外界產生任何反應的活死人。
李塔天
配音：磯部勉（電視動畫）→稲葉実（廣播劇CD・OVA）；台灣：曹冀魯〈RELOAD BLAST〉
觀世音菩薩
配音：玉川紗己子（廣播劇CD）→渡邊美佐（幻想魔傳）→五十嵐麗（RELOAD・外傳）；台灣：錢欣郁〈RELOAD BLAST〉
二郎神
配音：山寺宏一（廣播劇CD）→仲野裕（廣播劇CD）→石井隆夫（電視動畫・外傳）
天帝
天界頂点絶対的存在。

## 動畫原創

### 最遊記 (OVA版)
焰推（えんすい）
配音：三木眞一郎
OVA版「最遊記」登場。

### 幻想魔傳 最遊記
焰（ほむら）
配音：森川智之；台灣：陳宗岳
天界的鬥神太子，是天帝的親戚，但他的母親是天女，父親卻是人類，他生下來雙眼顏色不同，一紫一黃，黃金眼在天界被視為異端，被人看不起。從小生活在暗無天日的地牢裏，後來與天女鈴麗相戀，但卻被天帝無情地摧毀，鈴麗被罰轉世受輪回之苦，焰則被命為新的鬥神太子代替哪吒，做著受人鄙視的殺人行當。武器為一把叫「聖龍刀」的長刀。
他發誓要摧毀昏庸的天界，建立自由的「新天地」，為此他必須得到「魔天經文（天地開元經文）」和有着金眼和強大妖力的悟空……焰由於他的特殊身份總是帶著瑣鏈，和當年的悟空一樣。更不幸的是他自身的不完整性使他不能像其他神一樣不老不死，他的生命是有限的，他建新天地的原因之一也是他不想死在那讓他厭惡的天界，這一切都在他與悟空的決鬥後實現了。
是音（ぜのん）
配音：堀川仁；台灣：吳文民
焰的忠實部下，獨眼，槍法出眾，豪放不羈，喜歡喝酒，打架和打抱不平。妻兒被妖怪所殺，因而對妖怪毫不留情，武器為三藏使用的「昇靈銃」連射式升級版「魔神銃」。十分喜歡小孩子，他也有溫柔的一面。最終幾回才發現他原來是妖怪。他的眼罩是妖力控制器。
紫鴛（しえん）
配音：家中宏；台灣：黃天佑
原先哪吒的部下，在跟隨哪吒討伐牛魔王一戰時，由於受到李塔天的命令而沒有幫助哪吒參加戰鬥，使得哪吒孤身一人奮戰身受重傷，現在對於以前的事一直有著負罪感，決心追隨鬥神太子以此來尋求解脫。超有耐性，喜歡喝烏龍茶。頭巾解開後，散開長長的銀灰色頭髮，此時神力大增。

### 最遊記RELOAD
紫苑
配音：田口宏子
第十二集神隱之山出現。
紫苑父親
配音：吉田信幸
紫苑母親
配音：重松朋